# Roger Fritz
Roger Fritz (* 22. September 1936 in Mannheim; † 26. November 2021 in München) war ein deutscher Schauspieler, Filmemacher und Fotograf.

## Leben
Roger Fritz lernte Bäcker, dann Kellner und machte eine Ausbildung als Baustoff-Großhandelskaufmann. Er begann mit Amateurfotografie, assistierte ab 1954 dem Fotografen Herbert List und machte dann die Fotografie zu seinem Beruf. Die Photokina-Preise 1954 und 1956 waren der Beginn seiner Karriere. Für die Zeitschriften Stern, Quick, Jours de France, Münchner Illustrierte, die französische Vogue sowie Bunte unternahm er zahlreiche Reportagereisen. Allein für die Bunte fotografierte er im Laufe einiger Jahre fast 150 Seiten über Ibiza. Er gehörte zu den Gründern der Zeitschrift Twen.
Bei einer Reportage über den Film Die Halbstarken lernte er die Leiterin der UFA-Nachwuchsschule für Schauspiel und Regie, Else Bongers, kennen. Er entschloss sich, dort zweieinhalb Jahre als Schüler zu verbleiben. Roger Fritz fotografierte, spielte in Filmen und arbeitete viele Jahre für das Opernfestival Festival dei Due Mondi mit Gian Carlo Menotti in Spoleto in Italien, wohnte in Rom, assistierte dort dem italienischen Regisseur Luchino Visconti und spielte unter dessen Regie mit Romy Schneider in Boccaccio 70. Er lebte und arbeitete zwei Jahre in New York. 1961 entstand sein erster Kurzfilm Zimmer im Grünen, 1962 sein zweiter Kurzfilm Verstummte Stimmen über den Mauerbau in Berlin. Sein erster langer Spielfilm Mädchen, Mädchen (1967) wurde ein Erfolg; die Hauptdarstellerin Helga Anders gewann den Bundesfilmpreis.
Roger Fritz und Helga Anders heirateten 1967. Aus dieser Ehe, die 1974 geschieden wurde, stammt die gemeinsame Tochter Tatjana Leslie Fritz. Seit Mitte der 1970er Jahre bis zu seinem Tod war Fritz mit Margit Friedrich liiert, das Paar lebte im Münchner Stadtteil Herzogpark.
Fritz inszenierte noch mehrere Filme und Fernsehserien, z. B. Die schöne Marianne mit Hannelore Elsner und Iris Berben. Klaus Löwitsch bekam für seine Rolle in dem Roger-Fritz-Film Mädchen mit Gewalt den Bundesfilmpreis. 1971 spielte Roger Fritz die Hauptrolle in der italienischen Fernsehserie Blutige Straße (Nessuno deve sapere) neben Stefania Casini. Mit Rainer Werner Fassbinder arbeitete er an verschiedenen Filmen wie z. B. Berlin Alexanderplatz und Lili Marleen und verfasste ein Buch über Fassbinders letzten Film Querelle.
In den 1980er und 1990er Jahren führte er in München die Lokale Pappasito, Mamasita und Visconti. Zurück in der Medienwelt, gewann er 2007 den Lead Award für eine St.-Pauli-Reportage, gedruckt im Magazin Quest. 2011 gewann er in Oldenburg den German Independence Honorary Award.
Nach einem Schlaganfall starb Roger Fritz im November 2021 im Alter von 85 Jahren in einer Münchner Klinik. Seine letzte Ruhestätte befindet sich auf dem Friedhof Bogenhausen in München.

## Filmografie (Auswahl)
- 1960: … und noch frech dazu! (Darsteller)
- 1960: Fabrik der Offiziere (Darsteller)
- 1962: Boccacio 70 (Darsteller)
- 1962: Verstummte Stimmen (Kurzfilm; Regie, Produktion)
- 1964: Zimmer im Grünen (Kurzfilm; Regie, Produktion)
- 1967: Mädchen, Mädchen (Regie, Drehbuch, Produktion)
- 1968: Zuckerbrot und Peitsche (Darsteller)
- 1968: Bis zum Happy-End (Darsteller)
- 1968: Häschen in der Grube (Regie, Drehbuch)
- 1968: Jet Generation (Darsteller, Co-Drehbuch, Produktion)
- 1968: Erotik auf der Schulbank (Co-Regie)
- 1969: Mord im schwarzen Cadillac (Femmine insaziabili) (Darsteller)
- 1969: Die nackte Bovary (Co-Produktion)
- 1970: Mädchen mit Gewalt (Co-Drehbuch, Regie, Produktion)
- 1971: Die Kompanie der Knallköppe (Darsteller)
- 1972: Blutige Straße (Fernseh-Mini-Serie; vier Folgen, Darsteller)
- 1972: Der Kommissar – Der Tennisplatz (Fernsehserie; Darsteller)
- 1972: Fremde Stadt (Darsteller)
- 1973: Leseprozesse (Fernsehen; Regie)
- 1974–1975: Unter einem Dach (Fernsehserie; Regie)
- 1974: Motiv Liebe (Fernsehserie; Regie)
- 1977: Steiner – Das Eiserne Kreuz (Darsteller)
- 1977: Polizeiinspektion 1 – Weiberleut (Darsteller)
- 1978: Despair – Eine Reise ins Licht (Darsteller)
- 1979: St. Pauli-Landungsbrücken (Fernsehserie, Regie bei drei Folgen)
- 1980: Nullpunkt (Darsteller)
- 1980: Berlin Alexanderplatz (Fernsehserie; Darsteller)
- 1981: Frankfurt Kaiserstraße (Regie)
- 1981: Lili Marleen (Darsteller)
- 1982: Querelle (Darsteller)
- 1983: Tatort – Peggy hat Angst (Darsteller)
- 1983: Annas Mutter (Darsteller)
- 1983: Die Story (Darsteller)
- 1984: Mama Mia – Nur keine Panik (Darsteller)
- 1985: Der Fahnder – Der Dichter vom Bahnhof (Fernsehserie)
- 1986: Ein Fall für zwei – Erben und Sterben (Fernsehserie; Darsteller)
- 1987: Der Schrei der Eule (Fernsehen; Darsteller)
- 1991: Der Fahnder – Ausermittelt
- 1991: Ich schenk’ Dir die Sterne (Darsteller)
- 1995: Um die 30 – Babyboomer (Fernsehserie; Darsteller)
- 1997: Natalie – Die Hölle nach dem Babystrich (Fernsehen; Darsteller)
- 2000: Nicht mit uns (Fernsehen; Darsteller)
- 2004: Daniel, der Zauberer (Darsteller)

## Werke
- Querelle, München, Schirmer-Mosel Verlag, 1982
- Muc People (Menschen in München), München, T. Bauer Verlag, 2002
- Die Erinnerung ist oft das Schönste, Fotografische Portraits von Romy Schneider, Ostfildern, Hatje Cantz Verlag, 2008
- Extrem Bayrisch, München, Südwest Verlag, 2010
- Boulevard der Eitelkeiten. Fotografien und Erinnerungen. Schirmer/Mosel, München 2022, ISBN 978-3-8296-0935-7.